# خاو

تعديل مصدري - تعديل

خاو هي مدينة يمنية تتبع محافظة إب، بلغ تعداد سكانها12000 نسمة حسب الإحصاء الذي أجري عام 2004.